# Пегави мравник
Пегави мравник, познат и под именом арион (лат. Phengaris arion), инсект је из реда лептира (лат. Lepidoptera) и породице плаваца (лат. Lycaenidae).

## Опис врсте
Основна боја крила пегавог мравника је тамноплава, обично нешто тамнија код женки. Најупадљивија одлика су црне пеге на горњој страни крила, по којима и носи назив на српском језику. Доња страна крила је крем, са плавим подручјем у корену задњих крила и великим бројем окаца. Уз распон крила од 29 до 39 mm (понекад чак и до 50 mm), ово је највећи европски мравник и искусни ентомолози га по томе могу разликовати већ у лету.
- Phengaris arion ♂
- Phengaris arion ♂  △

Највише подсећа на мочварног и линцуриног мравника, који немају или имају ситније пеге са горње стране. Поред тога ове врсте немају ни мало плаве боје у корену доње стране крила, нити су им окца толико упадљива.

## Распрострањење
Врста је присутна у умереним областима Европе и Азије. Забележена је у Азербејџану, Албанији, Аустрији, Белгији, Белорусији, Бугарској, Грузији, Грчкој, Данској, Естонији, Ирану, Италији, Јапану, Јерменији, Казахстану, Кини, Киргистану, Летонији, Литванији, Мађарској, Молдавији, Монголији, Немачкој, Пољској, Румунији, Русији, Словачкој, Србији, Турској, Украјини, Финској, Француској, Црној Гори, Чешкој, Швајцарској, Шведској и Шпанији.
У Србији је везана за читав брдско-планински појас, од Фрушке горе на северу, до крајњег југа државе.

## Станиште
Пегави мравник има станиште на копну. Настањује топлија подручја уз шуме, жбуњаке, делове покрај путева, зарасле ливаде, пашњаке, камењаре и степе. Одрасли се јављају током јуна и јула, а гусенице презимљавају унутар мравињака.

## Биљке хранитељке
Гусенице се хране мајчином душицом (Thymus serpyllum, T. praecox) или враниловком (Origanum vulgare), али изгледа да се популације код нас претежно развијају на враниловки. Након достизања последњег развојног стадијума, гусенице падају на земљу, након чега их усвајају мрави (Myrmica sabuleti или M. scabrinodis).

## Угроженост
Ова врста је на нижем степену опасности од изумирања, и сматра се скоро угроженим таксоном (NT). На подручју Европе се сматра угроженим (EN). У Србији није угрожен (LC).
Унутар Европске уније заштићен је укључењем у Анекс 4 Директиве о стаништима. У Србији је ово строго заштићена врста лептира.